# Constitution de la République centrafricaine
La Constitution de la République centrafricaine peut designer :
- Constitution du 16 février 1959 (République centrafricaine)[1] ;
- Charte constitutive de l'Union des républiques d'Afrique centrale du 17 mai 1960[2] ;
- Constitution du 26 novembre 1964 (Ire République) ;
- Acte constitutionnel no 2 du 8 janvier 1966 ;
- Constitution impériale du 4 décembre 1976 ;
- Acte constitutionnel no 2 du 21 septembre 1979 (IIe République) ;
- Constitution du 5 février 1981 ;
- Acte constitutionnel du 1er septembre 1981 ;
- Acte constitutionnel no 1 de 1985 ;
- Constitution du 28 novembre 1986 (IIIe République) ;
- Constitution du 14 janvier 1995 (IVe République)[3] ;
- Acte constitutionnel no 2 du 15 mars 2003[4] ;
- Constitution du 27 décembre 2004 (Ve République) ;
- Charte de la transition centrafricaine du 18 janvier 2013 (transition)[5] ;
- Constitution centrafricaine de 2015, adoptée par référendum le 14 décembre 2015 ;
- Constitution centrafricaine de 2023, adoptée par référendum le 30 juillet 2023.

## Sources